# الی هال
الی هال (به لاتین: Elie Hall) یک منطقهٔ مسکونی در گرنادا است که در Saint Patrick Parish, Grenada واقع شده‌است. الی هال ۷۷ متر بالاتر از سطح دریا واقع شده‌است.